# Peter Mehringer
Peter Joseph Mehringer (* 15. Juli 1910 in Jetmore, Hodgeman County, Kansas; † 27. August 1987 in Pullman, Whitman County, Washington) war ein US-amerikanischer Ringer.

## Leben und Wirken
Peter Mehringer war der Sohn deutscher Einwanderer in die USA. Er wuchs in der Nähe von Kinsley/Kansas auf, wo seine Eltern eine Farm betrieben. Da an der Kinsley High School Ringen als Sport nicht angeboten wurde, erlernte er diesen Sport anhand von Lehrbüchern. 1928 gewann er die Meisterschaft von Kansas im Schwergewicht im freien Stil. Er besuchte dann die University of Kansas und betrieb dort diesen Sport weiter. Im Jahr 1932 belegte er bei den NCAA-Championships (nationale Meisterschaften des US-amerikanischen Hochschulsportverbandes) im Schwergewicht hinter Jack Riley von der Northwestern University im freien Stil den 2. Platz. Er wurde daraufhin für die Olympischen Spiele 1932 in Los Angeles für das Halbschwergewicht (bis 87 kg Körpergewicht) im freien Stil nominiert. In Los Angeles besiegte er seine drei Konkurrenten Harry Madison aus Kanada, Eddie Scarf aus Australien und Thure Sjöstedt aus Schweden und wurde vor Sjöstedt und Scarf Olympiasieger.
Nach diesen Olympischen Spielen wandte er sich dem American Football zu und brachte es auch in dieser Sportart zu großen Erfolgen. Ab 1934 spielte er in Los Angeles 13 Jahre lang als Profi.
Peter Mehringer wurde 1983 in die Kansas Sports Hall of Fame aufgenommen.